# Robert Randolph and the Family Band
Robert Randolph and the Family Band es una banda estadounidense de góspel dirigida por el guitarrista de pedal steel Robert Randolph (Robert Jermaine Randolph, nacido el 8 de agosto de 1977 en Irvington, Nueva Jersey ). NPR ha descrito a la banda como una con una "arrogancia de rock 'n' roll irresistible". Rolling Stone incluyó a Randolph en su lista de los 100 mejores guitarristas de todos los tiempos. La banda ha lanzado seis álbumes de estudio y ha sido nominada al Grammy cuatro veces.

## Historia de la banda
El líder Robert Randolph se formó como guitarrista de pedal steel en la iglesia House of God y hace un uso destacado del instrumento en la música de la banda. El instrumento se conoce en muchas iglesias pentecostales afroamericanas como "sacred steel". Randolph fue descubierto mientras tocaba en una convención de "sacred steel" en Florida.
El sonido del grupo está inspirado en bandas legendarias de funk como Earth, Wind & Fire y Sly & the Family Stone. El propio Randolph ha explicado que en sus años de adolescencia antes de ser descubierto por la comunidad secular, desconocía casi por completo la música no religiosa. Continuó exclamando en una entrevista que "crecí y vi a muchos tipos mayores tocando guitarras lap steel y pedal-steel en mi iglesia. Nunca había oído hablar de los Allman Brothers, ni siquiera de Buddy Guy o Muddy Waters".
Antes de lanzar álbumes con The Family Band, Randolph fue seleccionado por el organista de jazz de vanguardia John Medeski para unirse a él y North Mississippi Allstars en su proyecto improvisado de 2001, The Word. Justo antes del lanzamiento del álbum debut de The Word, Randolph llamó la atención de los fanáticos de la música a través de una reseña de Neil Strauss en The New York Times en abril de 2001. En su primera gira fuera de la iglesia de la costa este, la nueva Family Band de Randolph abrió para North Mississippi Allstars y luego se reunió con los músicos después de su presentación, con Medeski, como The Word.
El primer álbum de Robert Randolph and the Family Band, Live at the Wetlands, fue lanzado en 2002 en Family Band Records, grabado en vivo el 23 de agosto de 2001, justo antes del cierre del club. La banda lanzó su debut en el estudio, Unclassified el 5 de agosto de 2003. Atrajeron la atención de Eric Clapton y posteriormente realizaron una gira como acto secundario con el guitarrista de blues inglés. Más tarde, Clapton participó como invitado en su álbum Colorblind de 2006, tocando en una versión de " Jesus Is Just Alright ".
En 2002, ABC los contrató para hacer el nuevo tema musical de la NBA de la cadena. La canción, "We Got Hoops", solo apareció en tres transmisiones, aunque se usó durante las temporadas de la NBA y la WNBA durante las promociones de ambas ligas. En septiembre de 2003, Randolph figuraba en el puesto 97 en la lista de los 100 mejores guitarristas de todos los tiempos de la revista Rolling Stone. Robert entró en la lista siguiendo a Leigh Stephens y precediendo directamente a Angus Young. En febrero de 2004, Robert Randolph and the Family Band junto con la banda OAR lanzaron una versión de " Fool in the Rain " de Led Zeppelin, que estuvo disponible para su compra en línea a través de iTunes. Esta versión se tocó en vivo con OAR en su show del 18 de junio de 2009 en Charter One Pavilion en Chicago.
Su tercer álbum, Colorblind, fue lanzado el 10 de octubre de 2006. La canción "Ain't Nothing Wrong With That" se usó en varios comerciales de NBC y en la broma de Katherine Jenkins y Mark Ballas en Dancing with the Stars. En junio de 2008 , Discovery Channel usó esta misma canción en una popular promoción titulada "It's All Good" para su programación de verano. La canción "Thrill of It" fue utilizada durante la temporada de fútbol americano universitario de 2007 por ABC durante sus juegos College Primetime.
Trabajaron con el productor T-Bone Burnett en su cuarto álbum de estudio We Walk This Road, lanzado en 2010. Lanzaron el supuesto primer sencillo de ese álbum titulado "Get There" pero esta canción no apareció en el álbum. El primer sencillo oficial del álbum es "If I Had My Way". Randolph usó su guitarra de acero con un pedal wah-wah.
Su grabación de 2019, Brighter Days, fue elegida como "Álbum de blues favorito" por AllMusic.

## Apariciones en vivo
Los conciertos de Randolph son conocidos por sus animadas representaciones teatrales, y Randolph se contenta con dejar que el resto de la banda toque mientras él baila. La danza es una parte integral de los conciertos. Durante "Shake Your Hips", se anima a las mujeres a bailar en el escenario.
Otros conciertos regulares notables involucran a toda la banda intercambiando instrumentos, lo que permite a cada miembro mostrar su competencia musical. Cuando queda completamente cautivado por su música, Randolph patea la silla lejos de su guitarra de pedal de acero y baila mientras toca. De vez en cuando se pasa un micrófono por la primera fila de la audiencia, para que puedan cantar durante la canción "I Need More Love". Los miembros de la audiencia también son llamados al escenario para cantar (" Purple Haze") o ser guitarristas invitados en una canción.
La banda hizo su primera aparición en televisión en Late Show with David Letterman el 5 de agosto de 2003, interpretando "I Need More Love".
En 2004, Robert Randolph and the Family Band fue el acto de apertura de la gira de Eric Clapton. Aparecen de manera destacada en el DVD del Festival de guitarra Crossroads de Clapton (2004). La banda también aparece en los DVD del Bonnaroo Music Festival. La duración de los conciertos puede variar mucho según las canciones que se toquen (la banda no usa una lista de canciones) y cuánto duran las improvisaciones. Los conciertos superan el tiempo asignado si la banda y el público se divierten. La mayoría de los conciertos no tienen intermedio; en cambio, los miembros de la banda saldrán del escenario dejando a uno o dos miembros la oportunidad de brillar con solos. La única vez que la banda se detiene es para relajarse, hidratarse y planificar el bis. El 9 de octubre de 2004, Robert Randolph and the Family Band apareció en el programa de televisión de PBS Austin City Limits.

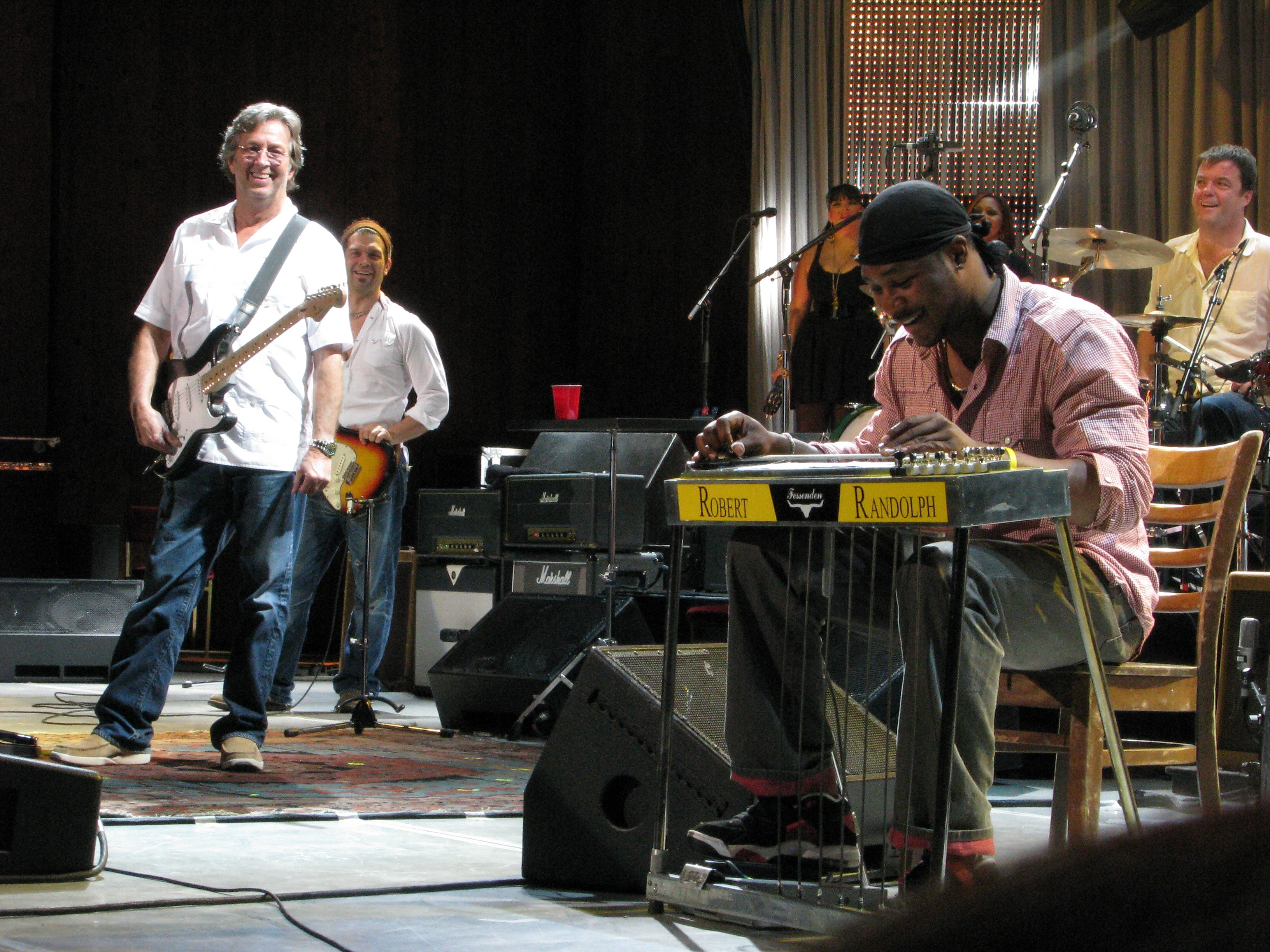
Robert Randolph, Doyle Bramhall II y Eric Clapton interpretando " Got My Mojo Working " en Cuyahoga Falls, 31 de mayo de 2008

El 24 de enero de 2007, jugaron en Dallas en Victory Plaza fuera del American Airlines Center como parte de las celebraciones del partido NHL All Star de 2007. The Family Band ha abierto para Dave Matthews Band para algunos espectáculos en sus giras 2002-09. En 2005, Robert Randolph apareció en el lanzamiento de Dave Matthews Band Weekend on the Rocks. Robert Randolph ha actuado como invitado durante el set de Dave Matthews Band en canciones como " All Along the Watchtower ", "Louisiana Bayou", "Stand Up", "Smooth Rider", "You Might Die Trying" y "Two Step ", entre otros.
En 2007, Robert Randolph y la Family Band tocaron en la inauguración del Festival Internacional de Música de South Padre. En 2008, abrieron para Eric Clapton y también fueron uno de los cuatro artistas destacados en el Music Builds Tour. Robert Randolph and the Family Band tocaron en Oxford, Misisipi el 25 de abril de 2009, como parte del 14.º Festival anual de las artes de dos pisos. En 2009, Randolph también participó en dos presentaciones en vivo de "Fool In The Rain" de Led Zeppelin con la banda OAR.
Además, el 22 de junio de 2014, Robert Randolph y la Family Band tocaron en el TD Toronto Jazz Fest, dando la bienvenida al escenario a un nuevo "primo" Andrew Prince para dos canciones.
Robert Randolph y la Family Band tocaron en el décimo festival anual de música y artes Rooster Walk en mayo de 2018.
El 30 de julio de 2022, Robert Randolph y Family Band abrieron para Zac Brown Band fuera del Soaring Eagle Casino en Mt. Pleasant, Michigan.

## Premios

### Premios Grammy
| Año  | Nominación    | Premio                             | Resultado |
| ---- | ------------- | ---------------------------------- | --------- |
| 2003 | "Squeeze"     | Best Rock Instrumental Performance | Nominado  |
| 2003 | Unclassified  | Best Rock Gospel Album             | Nominado  |
| 2017 | Got Soul      | Best Contemporary Blues Album      | Nominado  |
| 2020 | Brighter Days | Best Contemporary Blues Album      | Nominado  |

## Discografía

### Álbumes de estudio
| Año  | Título            | Posiciones en listas | Posiciones en listas | Posiciones en listas | Posiciones en listas | Etiqueta                      |
| Año  | Título            | US 200               | US Rock              | US Christian         | US Blues             | Etiqueta                      |
| ---- | ----------------- | -------------------- | -------------------- | -------------------- | -------------------- | ----------------------------- |
| 2003 | Unclassified      | 145                  |                      | 6                    |                      | Warner Records                |
| 2006 | Colorblind        | 75                   |                      |                      |                      | Warner Records                |
| 2010 | We Walk This Road | 74                   | 21                   | 4                    |                      | Warner Records                |
| 2013 | Lickety Split     | 135                  | 37                   |                      |                      | Blue Note Records             |
| 2017 | Got Soul          |                      |                      |                      | 2                    | Sony Music                    |
| 2019 | Brighter Days     |                      |                      |                      | 3                    | Mascot Label Group / Provogue |

### Álbumes en vivo
- Live at the Wetlands (2002)
- Live in Concert (2011)

### Apariciones especiales en álbumes
- 2001: "Garden of Love" y "Opportunity" - Demolition String Band sobre Pulling Up Atlantis
- 2002: " Cissy Strut ", " Ruler of My Heart " y " Tell It Like It Is " - Dirty Dozen Brass Band en Medicated Magic
- 2004: "Mas Y Mas" - Los Lobos en Live at the Fillmore (versión DVD)
- 2004: "The Good Life" - Rachael Lampa sobre Rachael Lampa
- 2005: " Crosstown Traffic " - Soulive en Break Out
- 2005: "Exodus" y "Louisiana Bayou" - Dave Matthews Band en Complete Weekend on the Rocks
- 2005: "I Am an Illusion" - Rob Thomas en . . . Something to Be
- 2005: " I Want to Take You Higher" - Sly & The Family Stone sobre Different Strokes by Different Folks
- 2005: " Lay Lady Lay " - Buddy Guy en Bring 'Em In
- 2005: "Mission Temple Fireworks Stand" - Sawyer Brown en el Mission Temple Fireworks Stand
- 2005: "Oh, mi señor" - Ringo Starr en Elige el amor
- 2005: "Trinity" - Santana y Kirk Hammett de Metallica en All That I Am
- 2005: "21st Century Schizoid Man" - Ozzy Osbourne en Under Cover
- 2008: "Otherside" - Tercer día en Apocalipsis
- 2008: "Out in the Woods" y "Ese es mi hogar" - Buddy Guy en Skin Deep
- 2008: "Train's A Comin '" - JD & The Straight Shot en Right On Time
- 2010: "There's No Tomorrow" - Elton John y Leon Russell en The Union
- 2011: "Straight Down the Line" - Robbie Robertson sobre cómo convertirse en clarividente
- 2015: "Oh My Lord" - Randy Bachman en Heavy Blues

### Apariciones especiales en bandas sonoras
- 2002: NBA en ABC - "Tenemos aros"
- 2004: ATV Offroad Fury 3 - "Apretar"
- 2006: NBA Live 07 - "Emoción de eso"
- 2007: Grey's Anatomy - "Eso no tiene nada de malo"
- 2007: Stomp the Yard - "No hay nada de malo en eso"